# Kanton Sompuis
Sompuis is een voormalig kanton van het Franse departement Marne. Het kanton maakte deel uit van het arrondissement Vitry-le-François.
Het werd opgeheven bij decreet van 21 februari 2014 met uitwerking in maart 2015.

## Gemeenten
Het kanton Sompuis omvat de volgende gemeenten:
- Bréban
- Chapelaine
- Coole
- Corbeil
- Dommartin-Lettrée
- Humbauville
- Le Meix-Tiercelin
- Saint-Ouen-Domprot
- Saint-Utin
- Sommesous
- Sompuis (hoofdplaats)
- Somsois
- Soudé